# Tambao Mines
Tambao Mines är en gruva i Burkina Faso.   Den ligger i provinsen Province de l'Oudalan och regionen Sahel, i den nordöstra delen av landet, 300 km nordost om huvudstaden Ouagadougou. Tambao Mines ligger 272 meter över havet.
Terrängen runt Tambao Mines är platt. Runt Tambao Mines är det glesbefolkat, med 10 invånare per kvadratkilometer..
Trakten runt Tambao Mines består i huvudsak av gräsmarker.